# Limonium ramosissimum
Limonium ramosissimum es una planta de la familia de las plumbagináceas.

## Descripción
Perenne, baja y variable. Hojas de ovales a en forma de cuchara, usualmente de más de 10 mm de ancho, 3-5 nervadas. Flores rosado pálido, de 5-7 mm, agrupadas en una inflorescencia ramificada, usualmente sin ramas estériles; cáliz de 4-6 mm. Saladares, por lo general costeros. Florece en verano.

## Distribución y hábitat
Desde España y Argelia hacia el este hasta Grecia; ausente en Creta. Saladares, por lo general costeros.

## Taxonomía
Limonium ramosissimum fue descrita por (Poir.) Maire y publicado en Bulletin de la Société d'Histoire Naturelle de l'Afrique du Nord 27(7): 244. 1936.
Etimología
Limonium: nombre genérico que procede del griego leimon, que significa "pradera húmeda", aludiendo al hábitat de muchas de las especies del género.
ramosissimum: epíteto latino que significa "muy ramificada".
Sinonimia
- Limonium psilocladon (Boiss.) Kuntze
- Statice psiloclada Boiss.
- Statice ramosissima Poir.